# Hoplolabis albibasis
Hoplolabis albibasis là một loài ruồi trong họ Limoniidae. Chúng phân bố ở miền Cổ bắc.